# Stanislav Fehler
Stanislav Fehler (* 24. Dezember 2002 in Paderborn) ist ein deutscher Fußballspieler.

## Werdegang
Der Stürmer begann seine Karriere beim Paderborner Stadtteilverein SV Sande und wechselte im Jahre 2013 in die Nachwuchsabteilung des SC Paderborn 07. Von dort aus wechselte er vier Jahre später zu Borussia Dortmund. In der Saison 2018/19 wurde Fehler an der Seite von Spielern wie Ansgar Knauff und Youssoufa Moukoko und erreichte das Endspiel um die deutsche Meisterschaft, welches jedoch mit 2:3 gegen den 1. FC Köln verloren wurde. Am Saisonende wechselte Fehler zum FC Schalke 04 und rückte im Jahre 2021 in den Kader der zweiten Mannschaft auf. Nach fünf Spielen in der viertklassigen Regionalliga West wechselte er während der Winterpause zum Ligarivalen SC Wiedenbrück. Für die Ostwestfalen erzielte Fehler in 37 Regionalligaspielen 13 Tore und wechselte im Sommer 2023 zur zweiten Mannschaft von Holstein Kiel in die Regionalliga Nord. Für die „Störche“ erzielte er in 33 Spielen 20 Tore und belegte damit zusammen mit Lars Gindorf und Marek Janssen den zweiten Platz der Torjägerliste. Daraufhin wechselte Fehler zum Drittligisten SV Sandhausen. Am 21. September 2024 feierte er sein Profidebüt  beim 3:1-Sieg seiner Mannschaft beim SV Wehen Wiesbaden, als er in der 88. Minute für Dominic Baumann eingewechselt wurde. Das erste Tor folgte am 9. November 2024 beim 4:0-Sieg über Alemannia Aachen. Am Saisonende stieg Fehler mit seiner Mannschaft aus der 3. Liga ab. Er gewann mit dem SV Sandhausen noch den Badischen Pokal durch einen 4:0-Finalsieg über GU/Türkischer SV Pforzheim.

## Erfolge
- Badischer Pokalsieger: 2025
- Deutscher Vizemeister der B-Junioren: 2019